# Mesitornis unicolor
El mesito unicolor o mesito castaño (Mesitornis unicolor) es una especie de ave mesitornithiforme endémica de Madagascar. Es una de las tres especies de la familia Mesitornithidae, y aunque especie vulnerable, es la más extendida de las tres.
El mesito pechiblanco es un ave de tamaño medio de hábitos principalmente terrestres de aspecto similar a los rascones (una familia en la que a veces se sitió a los mesitos). El plumaje de sus partes superiores es de color castaño rojizo y el de las inferiores de color anteado, sin veteado ni motas. Esta especie tiene el rostro liso, marcado solo por un anillo periocular claro ligeramente contrastado y una lista blanca tras el ojo de tamaño variable. Tiene un pico corto y recto. 
El mesito unicolor es una especie forestal que habita en los bosques húmedos y busca alimento andando por el suelo y rebuscando invertebrados entre la hojarasca. Su hábitat preferido son los bosques caducifolios intactos desde el nivel del mar hasta los 1100 metros de altitud.
Su población está fragmentada y es vulnerable por preferir los bosques de altitud baja que son los que sufren la mayor presión de las poblaciones humanas. Es sensible a las perturbaciones humanas como la tala maderera y los incendios forestales.

## Alimentación
Son aves que se encuentran en los bosques y zonas de arbustos donde se alimentan de insectos y semillas. El mesito pechiblanco y el unicolor buscan alimento en el suelo, picoteando insectos entre la hojarasca y la vegetación baja. En cambio el mesito monias usa su pico para excavar en el suelo. Otras aves como los drongos suelen seguir a los mesitos para atrapar los insectos que se les escapan. Los mesitos emiten cantos para defender su territorio de forma similar a los paseriformes. Suelen poner de dos a tres huevos blancos en un nido fabricado con palitos situado en un arbusto o una rama baja